# Albertia woronkowi
Albertia woronkowi är en hjuldjursart som beskrevs av Zenkewitsch 1922. Albertia woronkowi ingår i släktet Albertia och familjen Dicranophoridae. Inga underarter finns listade i Catalogue of Life.